# Полянская волость
Полянская волость — упразднённое муниципальное образование в Пушкиногорском муниципальном районе Псковской области.
Административный центр — деревня Поляне.

## География
Территория волости граничила на севере с городским поселением Пушкиногорье, на западе — с Велейской волостью Пушкиногорского района, на юге — с Опочецским районом, на востоке — с Новоржевским районом Псковской области.

## Население
| 2002 | 2010 | 2012 | 2013 | 2014 | 2015 |
| ---- | ---- | ---- | ---- | ---- | ---- |
| 702  | ↘611 | ↘566 | ↘533 | ↘492 | ↘461 |

## Населённые пункты
В состав Полянской волости входили 64 деревни: Аксёново, Алексино, Алексино, Бакино, Белево, Богданово, Бурцево, Быково, Волково, Величково, Гарани, Глухово, Горбово, Горелик, Гришино, Губаново, Детятево, Жуково, Замары, Захино, Зуево, Иваново, Карузино, Колесниково, Корнево, Коростели, Кошняки, Красково, Курово, Лекалово, Маковицы, Марченки, Меньково, Милавино, Молчаново, Окунево, Остриё, Остропяты, Палухново, Пашки, Песьяк, Плотниково, Позолотино, Поляне, Поташово, Приезжево, Пустыньки, Савины, Саутки, Селюги, Синицино, Синичкино, Соколково, Столбово, Суколи, Сумино, Сысоево, Торболы, Утретки, Федосеево, Щелкуново, Юрцово, Аржаково, Андрюши.

## История
Образована в соответствии с Законом Псковской области от 28 февраля 2005 года.
В апреле 2015 года волость была упразднена, а её территория включена в состав Велейской волости.